# Сирия на летних Олимпийских играх 1968
Сирия принимала участие в Летних Олимпийских играх 1968 года в Мехико (Мексика) после двадцатилетнего перерыва, во второй раз за свою историю, но не завоевала ни одной медали. Страну представляли 2 борца греко-римского стиля.

## Результаты соревнований

### Борьба
Греко-римская борьба
| Спортсмен    | Весовая категория | Круговой раунд                    | Круговой раунд                                      | Круговой раунд              | Круговой раунд           | Круговой раунд       | Круговой раунд        | Финальный раунд           | Финальный раунд |
| Спортсмен    | Весовая категория | Первый круг Результат             | Второй круг Результат                               | Третий круг Результат       | Четвёртый круг Результат | Пятый круг Результат | Шестой круг Результат | Финальный раунд Результат | Место           |
| ------------ | ----------------- | --------------------------------- | --------------------------------------------------- | --------------------------- | ------------------------ | -------------------- | --------------------- | ------------------------- | --------------- |
| Ахмед Чахрур | до 52 кг          | Мохамед Салем Монгед Египет Ничья | Леонель Дуарте Португалия В За явным превосходством | Владимир Бакулин СССР П DSQ | Завершил выступление     | Завершил выступление | Завершил выступление  | Завершил выступление      | 10              |
| Махмуд Балах | до 78 кг          | Тосиро Тасиро Япония В По очкам   | Петер Неттековен ФРГ П По очкам                     | Снялся                      | Завершил выступление     | Завершил выступление | Завершил выступление  | Завершил выступление      | 15              |